# Jana Beller
Jana Vladimirovna Beller (in russo Яна Владимировна Беллер?; Omsk, 27 ottobre 1990) è una modella russa naturalizzata tedesca, nota per aver vinto la sesta edizione del reality show Germany's Next Topmodel.

## Carriera
- IMG Models (Italy)
- Elite Model Management (London)
- Louisa Models (Germany)
- View Management (Spain)
- Ace-Models (Greece)
- Elite Model Management (Denmark)[1]